# Stjärnanis
För andra arter av stjärnanis, se stjärnanissläktet
Stjärnanis (Illicium verum), som även kallas kinesisk stjärnanis, eller äkta stjärnanis,  är en art i familjen stjärnanisväxter. Arten förekommer i sydöstra Kina och Vietnam. Odlas företrädesvis i Asien för sina aromatiska frukter och används som krydda i de asiatiska köken. Ej att förväxlas med anis (Pimpinella anisum) obesläktad med stjärnanis, men som har en liknande smak.

## Egenskaper
Stjärnanisens frukter består av 6–12, oftast åtta rosettformigt placerade baljkapslar, som är hårda och rätt sköra. De är sammantryckta från sidan och utbildade i en nästan rak spets i den fria änden. Längden är 13–20 mm och höjden 8–10 mm. 
Varje kapsel innehåller ett frö, som är platt, 6–8 mm långt, rödbrunt till gulbrunt och med en jämn glänsande yta.
Stjärnanis innehåller 4–5 % av en eterisk olja, som traditionellt kallats ostindisk eller kinesisk anisolja. Den är färglös eller gulaktig och lättlöslig i 90-procentig alkohol, samt stelnar vid avkylning. Den har en stark doft av anis och en starkt söt smak.

## Användning
Oljan tillverkas huvudsakligen på produktionssorterna och används vid likörtillverkning och för parfymering av tvål. Ju högre anetolhalten är, desto värdefullare är oljan.
Stjärnanis var tidigare en viktig ingrediens i framtagandet av det antivirala medlet oseltamivir (Tamiflu) på grund av dess innehåll av shikimisyra. Produktionstekniken för mediciner såsom oseltamivir har dock ändrats på senare år.

## Synonymer
För vetenskapliga synonymer, se Wikispecies.